# Astra 1D

Asrta 1D  (Астра 1D) — європейський телекомунікаційний супутник. Він призначається для ретрансляції радіо-і телепрограм в аналоговому і цифровому форматах.
Після того, як він почав регулярну трансляцію, на території Європи став можливий прийом близько 100 телевізійних каналів.

## Зона покриття
Європа.